# Ilha do Brocoió

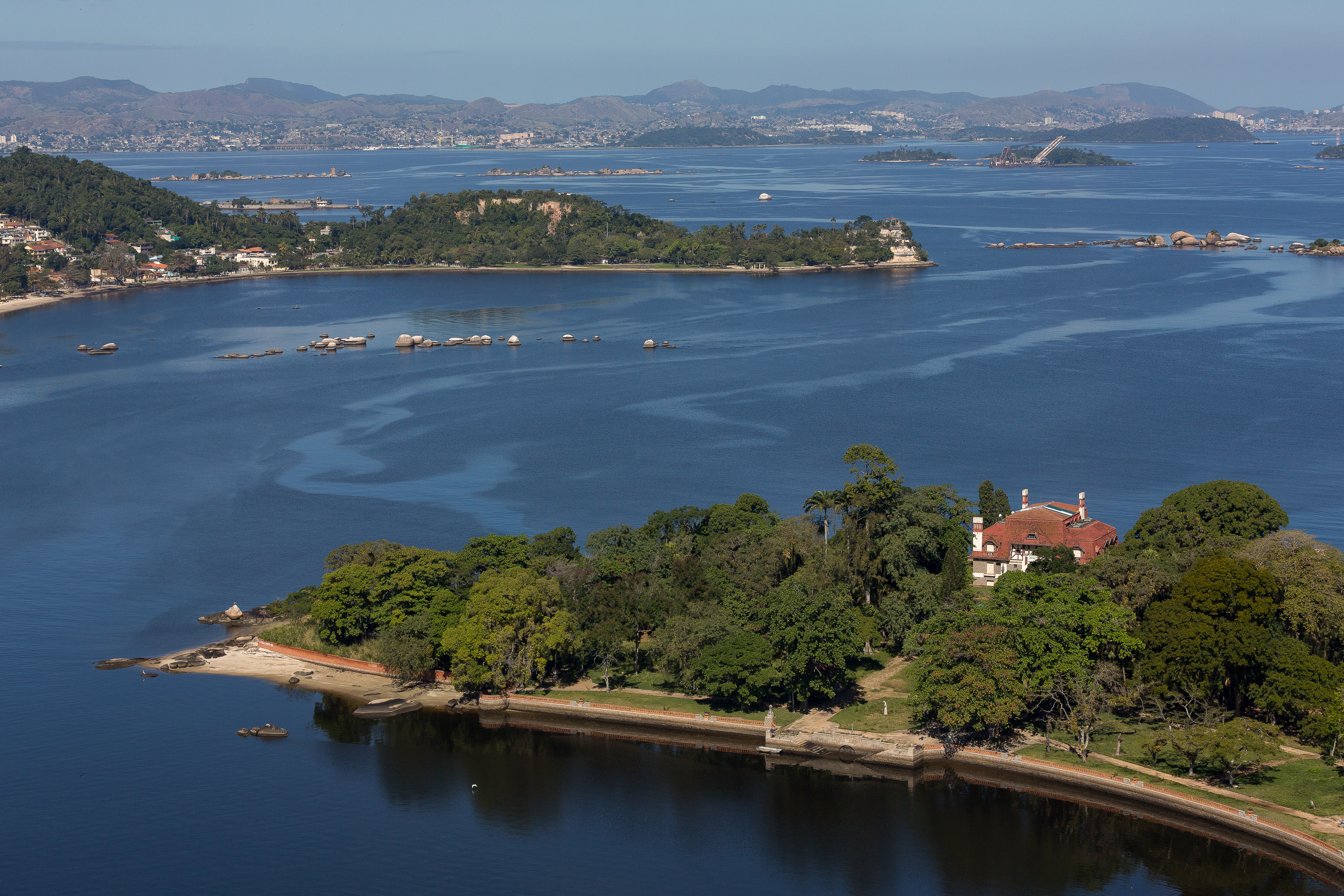
Ilha do Brocoió, Rio de Janeiro, Brasil.

A Ilha do Brocoió localiza-se no interior da baía de Guanabara, no setor nordeste da mesma, na cidade e Estado do Rio de Janeiro, no Brasil. Integra o arquipélago da Ilha de Paquetá, da qual dista cerca de 300 metros.
Originalmente constituída por duas pequenas ilhas interligadas, foi primitivamente utilizada como presídio para indígenas rebeldes. Posteriormente foi explorada como caieira, material de construção essencial à época do Brasil Colônia.
Pertencia a Maria Albertina Saraiva de Souza, Condessa de São Tiago de Lobão e da "Rio de Janeiro City Improvements". Na década de 1930, a ilha foi comprada por Octávio Guinle, quando foi urbanizada pelo seu proprietário. Para esse fim foram promovidos diversos aterros que alteraram significativamente a sua geografia, que hoje compreende aproximadamente 200.000 m² de superfície.
Conta Elio Gaspari que "[e]m 1944, a poderosa mulher do general Chiang Kai-shek, o rival de Mao Tsé-Tung, passou uns dias na Ilha de Brocoió, no Rio. Cuidava da saúde, mas foi-se embora queixando-se da umidade." 
Adquirida em 1944 pela Prefeitura do então Distrito Federal, pelo valor de Cr$ 6.000.000,00 (seis milhões de Cruzeiros), na gestão de Henrique de Toledo Dodsworth, atualmente é de propriedade do governo do Estado do Rio de Janeiro, encontrando-se tombada pelo Instituto Estadual do Patrimônio Cultural (INEPAC). Nela se ergue o Palácio de Brocoió, utilizado como residência alternativa pelo Governador do Estado.
Em 1950 foi promovido um grande reflorestamento na ilha.
Em 1960, com a mudança da capital para Brasília, a Ilha de Brocoió passou a ser propriedade do recém criado Estado da Guanabara.
Em 1975 após a fusão dos antigos estados da Guanabara e Rio de Janeiro, a ilha de Brocoió passou a ser propriedade do novo Estado do Rio de Janeiro e a servir como Residência Oficial de Veraneio e Férias para os seus Governadores.